# Timothy Kopra
Timothy Lennart Kopra (* 9. dubna 1963 Austin, Texas, USA) je bývalý vojenský letec, od července 2000 astronaut, člen oddílu astronautů NASA. V červenci 2009 se poprvé dostal do vesmíru na dvouměsíční let na Mezinárodní vesmírnou stanici (ISS) jako člen Expedice 20, od prosince 2015 do června 2016 pracoval na ISS podruhé, tentokrát jako člen Expedice 46 a 47.

## Život

### Voják
Timothy Kopra pochází z texaského města Austin. Roku 1985 Barratt získal titul bakaláře na Vojenské akademii ve West Pointu. Od srpna 1986 sloužil v letectvu Armády Spojených států. Roku 1995 získal magisterský titul na Georgijském technologickém institutu v oboru letecké a kosmické strojírenství. Poté byl zkušebním letcem v armádním zkušebním středisku (U.S. Army Aviation Technical Test Center). Do roku 2000 dosáhl hodnosti majora.

### Astronaut
V červenci 2000 byl vybrán mezi astronauty NASA. Absolvoval všeobecnou kosmickou přípravu a získal kvalifikaci letový specialista. V únoru 2007 byl jmenován náhradníkem Garretta Reismana z Expedice 16, odstartovavšího v březnu 2008 a Gregory Chamitoffa, odstartovavšího v květnu 2008. Současně se od léta 2007 připravoval na funkci palubního inženýra Expedice 20, se startem v červnu 2009 (let STS-127) a přistáním v srpnu 2009 (let STS-128).

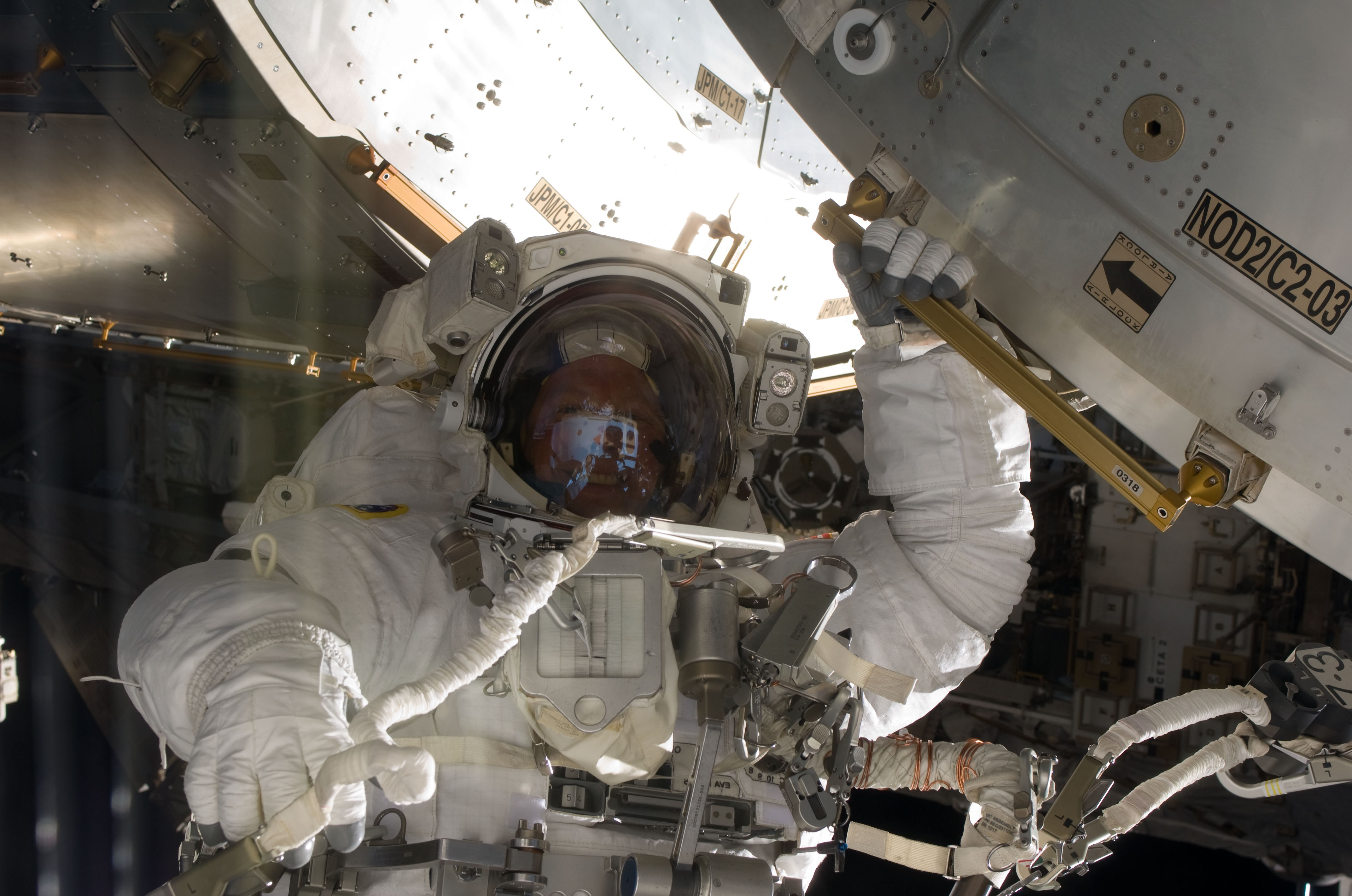
Timothy Kopra 18. července 2009 během mise STS-127 raketoplánu Endeavour při výstupu do vesmíru EVA-1

Do vesmíru Kopra odstartoval v raketoplánu Endeavour po několikatýdenních odkladech 15. července 2009, o dva dny později se raketoplán spojil se stanicí ISS. V posádce stanice vystřídal japonského astronauta Kóiči Wakatu. Po necelých dvou měsících raketoplán Discovery přivezl Koprovu nástupkyni Nicole Stottovou, Kopra se v Discovery vrátil na Zem, ve vesmíru při prvním letu strávil 58 dní, 2 hodiny a 50 minut a absolvoval jeden výstup do vesmíru.
Timothy Kopra byl nominován jako specialista mise do posádky raketoplánu Discovery na misi STS-133, jejíž start byl naplánován na 16. září 2010. Start STS byl několikrát odložen, nicméně Kopra byl po úrazu způsobeném pádem z kola z posádky vyřazen.
Od ledna 2014 se připravoval na druhý dlouhodobý pobyt na ISS jako člen Expedice 46/47 společně s Timothym Peake a Sergejem Zaljotinem (později nahrazeným Jurijem Malenčenkem). K ISS vzlétli v polovině prosince 2015 v Sojuzu TMA-19M. Na ISS trojice zůstala do 18. června 2016, kdy ve stejném Sojuzu přistáli v kazašské stepi. Jejich let trval 185 dní, 22 hodin, 11 minut a 30 sekund, Kopra během něj dvakrát vystoupil do na povrch stanice. Včetně výstupu při prvním letu strávil v otevřeném vesmíru 13 hodin a 31 minut.
Timothy Kopra je ženatý, má dvě děti.